# Inosine triphosphate
L’inosine triphosphate, abrégée en ITP, est un nucléotide, ester d'acide triphosphorique et d'inosine, un nucléoside purique.